# هاري هاملين
هاري روبنسون هاملين (ولد في 30 أكتوبر 1951) ممثل سينمائي وتلفزيوني أمريكي عرف بدور بيرسيوس، في فيلم الخيال صراع جبابرة، عام 1981

## روابط خارجية
- هاري هاملين على موقع IMDb (الإنجليزية)
- هاري هاملين على موقع ألو سيني (الفرنسية)
- هاري هاملين على موقع أول موفي (الإنجليزية)
- هاري هاملين على موقع قاعدة بيانات برودواي على الإنترنت (الإنجليزية)
- هاري هاملين على موقع قاعدة بيانات الأفلام السويدية (السويدية)
- هاري هاملين على موقع إن إن دي بي (الإنجليزية)
- هاري هاملين على موقع قاعدة بيانات الفيلم (الإنجليزية)
- هاري هاملين على موقع كينوبويسك (الروسية)
- Harry Hamlin on إن إن دي بي
- Harry Hamlin on IBDB
- Harry Hamlin on BIOGRAPHY
- Harry Hamlin on نتفليكس
- Harry Hamlin on الفهرس العالمي (libraries)
- Dancing with the Stars page on Hamlin